# Множинна ендокринна неоплазія тип 2Б
 Множинна ендокринна неоплазія тип 2Б (МЕН-2Б) — це генетнично обумовлене захворювання, що призводить до виникнення пухлин з локалізацією в ендокринних залозах: медулярного раку щитоподібної залози, феохромоцитоми та таких неендокринних проявів як слизові невроми, очні аномалії, ганлійнейроматоз. МЕН 2Б — це найбільш гостро протікаюче захворювання серед інших типів МЕН. 

Одним з перщих, МЕН-2Б описав німецький офтальмолог Августом Вагенманном, який в 1922 році опублікував спостереження про множинні невроми.

## Загальна характеристика
Класично, МЕН-2Б проявляється в віці до 10 років. При цьому доброякісні пухлини підслизової основи рота або очей діагностуються в ранньому дитячому віці, тоді як пухлини ендокринних залоз утворюються в пубертатному віці.
Медулярний рак щитоподібної залози діагностується в усіх випадках, тоді як феохромоцитома  — до 50%. Слід зазначити, що медулярний рак характеризується високим показником інвазивності, що може призводити до летальних випадків ще до розвитку інших новоутворень ендокринних органів.
Рівень захворюваності на МЕН-2Б становить 1 на 40000 населення.

## Етіологія
МЕН-2Б — це спадкове захворювання, що передається за автосомно-домінантним типом, що означає наявність хімерного гена у одного з батьків, внаслідок чого МЕН-2Б можуть хворіти не тільки діти, але і сіблінги. Проте, до 50% МЕН-2Б характеризуються спонтанним мутаціями. 95% батьків з МЕН-2Б мають мутацію в гені RET. Ця мутація виникає внаслідок заміни метіоніну на треонін в внутрішньоклітинному домені тирозин-кінази.
Також, до 50% випадків МЕН-2Б можуть виникати як спорадичні випадки, тобто внаслідок мутацій de novo , що виникли внаслідок генетичної помилки в ДНК сперматозоїда або яйцеклітини ще до запліднення. Як правило, пацієнти з de novo мутацією народились у літніх батьків, зокрема чоловіків, таким чином вік батьків може бути фактором ризику щодо розвитку МЕН-2Б.